# Албанолошки институт у Приштини
Албанолошки институт у Приштини (алб. Instituti Albanologjik i Prishtinës) је главни институт за албанологију на Косову и Метохији. Независна је јавна установа. Заједно са Академијом за албанолошке студије у Тирани, представља језгро научноистраживачких центара о албанологији.

## Историја
Основан је 1. јуна 1953. године у Аутономној Косовско-метохијској Области. У почетку се особље састојало од четири истраживача (Илхами Нимани, Сељман Риза, Мехди Барди и Али Реџа) и неколико других сарадника. Југословенске власти су обуставиле пројекат 25. децембра 1955. године. Тајне службе Управе државне безбедности су заплениле сав материјал.
Шездесетих година, оснивањем Универзитета у Приштини, албанолошке науке на Косову и Метохији су поново покренуте. Институт је реорганизован 28. фебруара 1967. године, а имао је петоро запослених. Током прве деценије свог деловања, обележио је резултате у свим албанолошким областима. Огроман труд уложен је у припрему нових научних истраживача и прикупљање грађе о фолклору, етнологији, лингвистици и др. Основана је библиотека која је обогаћена великим бројем објављених наслова. Са повећањем броја запослених и истраживачких области 1977. године, институт се преселио у сопствену новоизграђену зграду.